# Pseudonus acutus
Pseudonus acutus är en fiskart som beskrevs av Garman, 1899. Pseudonus acutus ingår i släktet Pseudonus och familjen Bythitidae. Inga underarter finns listade i Catalogue of Life.